# Morovis
Morovis é um município de Porto Rico, situado na região centro-norte da ilha. Tem 100,3 km² de área e sua população em 2010 foi estimada em 32.610 habitantes. Limita com os municípios de Corozal, Orocovis, Vega Alta, Manatí e Ciales.